# Punnat Punsri
Punnat Punsri (* 1991 oder 1992) ist ein professioneller thailändischer Pokerspieler.
Punsri hat sich mit Poker bei Live-Turnieren mehr als 12,5 Millionen US-Dollar erspielt und ist damit der erfolgreichste thailändische Pokerspieler. Er gewann 2022 das Main Event der Triton Poker Series.

## Pokerkarriere

### Werdegang
Punsri stammt aus Bangkok. Er begann in der weiterführenden Schule mit Poker und spielte zunächst mit Freunden oder seinem Vater. Später studierte er im Vereinigten Königreich und spielte während dieser Zeit Cash Games im Casino in Bristol. Dort erzielte der Thailänder im Juni 2014 auch seine erste Geldplatzierung bei einem Live-Pokerturnier. In Coventry gewann er im August 2017 ein für Studenten zugängliches Event der Grosvenor UK Poker Tour mit einem Hauptpreis von über 17.000 Britischen Pfund und damit sein erstes Live-Turnier. Im Juni 2019 entschied Punsri das Main Event der Asian Poker Tour in Seoul für sich und erhielt eine Siegprämie von umgerechnet mehr als 50.000 US-Dollar. Ab Oktober 2021 war er erstmals bei der World Series of Poker (WSOP) im Rio All-Suite Hotel and Casino in Paradise am Las Vegas Strip erfolgreich und kam bei vier Turnieren der Variante No Limit Hold’em in die Geldränge, u. a. belegte er den mit knapp 45.000 US-Dollar dotierten 163. Platz im Main Event. Im Venetian Resort Hotel am Las Vegas Strip gewann der Thailänder zu Jahresbeginn 2022 zwei High Roller der PokerGO Tour und sicherte sich Preisgelder von über 250.000 US-Dollar. Bei der WSOP 2022, die erstmals im Bally’s Las Vegas und Paris Las Vegas ausgespielt wurde, erreichte er zwei Finaltische. Beim 50.000 US-Dollar teuren High Roller erhielt Punsri als Dritter knapp 600.000 US-Dollar, beim Poker Hall of Fame Bounty belegte er den zweiten Platz und wurde mit rund 170.000 US-Dollar ausbezahlt. Mitte September 2022 setzte er sich im nordzyprischen Kyrenia beim Main Event der Triton Poker Series durch und sicherte sich ein Preisgeld von 2,6 Millionen US-Dollar, das ihn zum erfolgreichsten thailändischen Pokerspieler aufsteigen ließ. Beim PokerGO Cup im Aria Resort & Casino am Las Vegas Strip siegte er Mitte Januar 2023 beim siebten Turnier mit einem Hauptpreis von 310.000 US-Dollar. Anfang Mai 2023 entschied Punsri in Taipeh das Main Event der Asian Poker Tour mit einem Hauptpreis von umgerechnet rund 365.000 US-Dollar für sich. Rund zwei Wochen später belegte er in Kyrenia beim Luxon Invitational, einem Einladungsturnier der Triton Series mit einem Buy-in von 210.000 US-Dollar, den mit mehr als 1,3 Millionen US-Dollar dotierten fünften Platz. Auch beim Luxon Invitational in London erreichte er Anfang August 2023 den Finaltisch und durchbrach als Dritter mit einer Auszahlung von mehr als 3,1 Millionen US-Dollar als erster Thailänder die Marke von 10 Millionen US-Dollar an kumulierten Turnierpreisgeldern. In Monte-Carlo belegte Punsri Ende Oktober 2023 bei einem Event der Triton Series den mit über einer Million US-Dollar dotierten vierten Platz.

### Preisgeldübersicht
Mit erspielten Preisgeldern von über 12,5 Millionen US-Dollar ist Punsri der erfolgreichste thailändische Pokerspieler.
| Jahr      | Preisgeld (in $) | Turniersiege |
| --------- | ---------------- | ------------ |
| 2014      | 537              | 0            |
| 2015–2016 | 0                | 0            |
| 2017      | 22.391           | 1            |
| 2018      | 0                | 0            |
| 2019      | 100.820          | 2            |
| 2020      | 7.196            | 1            |
| 2021      | 201.964          | 0            |
| 2022      | 4.084.661        | 4            |
| 2023      | 8.196.102        | 2            |
| gesamt    | 12.613.671       | 10           |